# Kamień runiczny z Kylver

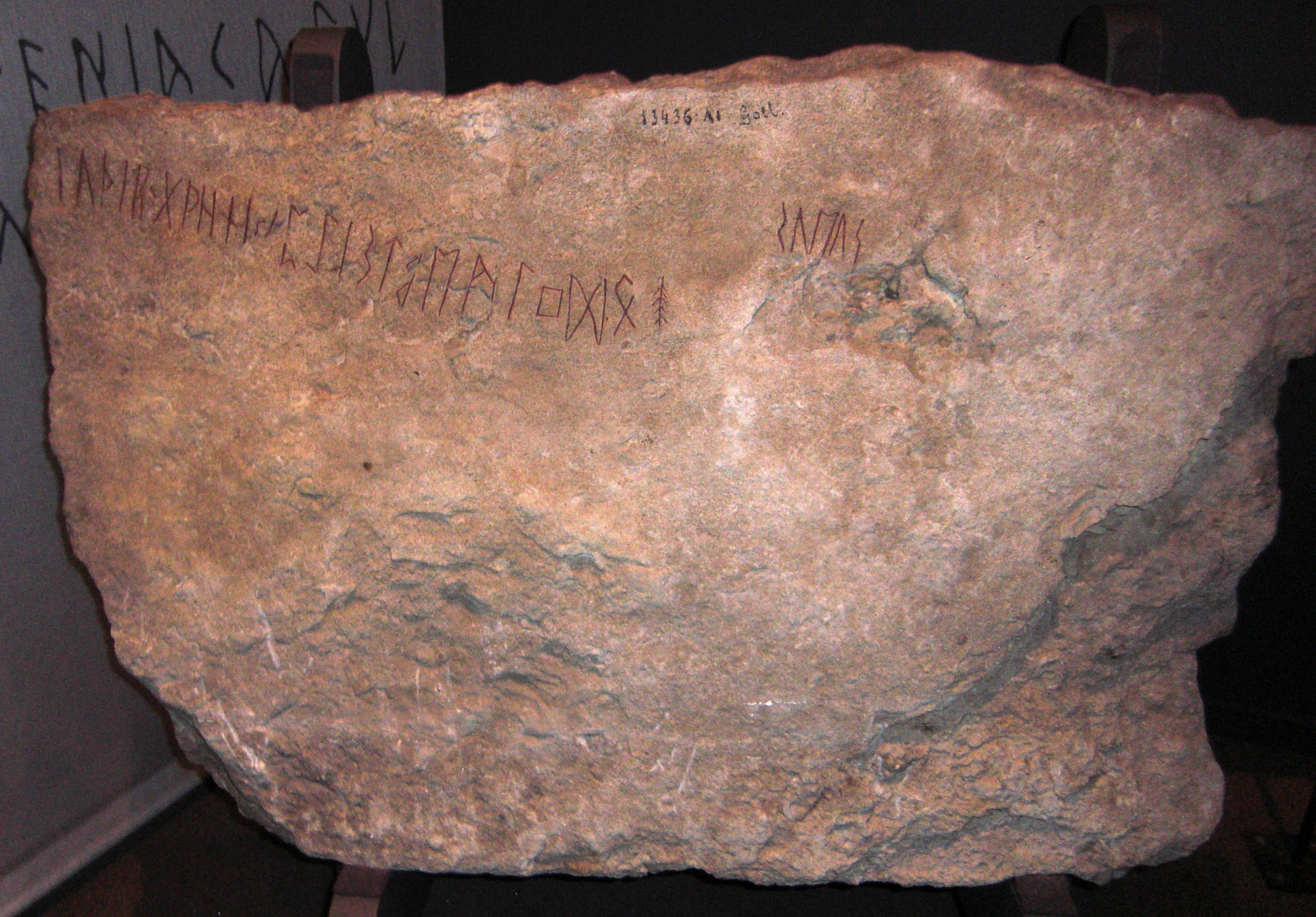
Kamień runiczny z Kylver

Kamień runiczny z Kylver (G 88) – jeden z najstarszych kamieni runicznych. Datowany jest na V wiek. Został odnaleziony w 1903 roku na farmie Kylver koło Stånga na Gotlandii, jako część wczesnośredniowiecznego grobowca. Obecnie znajduje się w zbiorach Muzeum Historycznego w Sztokholmie.
Kamień to płaska wapienna płyta o długości 1,05 i szerokości 0,70–0,75 metra oraz grubości 9–12 cm. Na jej powierzchni wyryty został zakończony symbolem przypominającym drzewo ciąg znaków fuþarku starszego

f u þ a r k g w h n i j p ï z s t b e m l ŋ d o
oraz słowo w formie palindromu sueus o nierozszyfrowanym znaczeniu, będące prawdopodobnie jakąś formułą magiczną.